# Bitva u Kircholmu
Bitva u Kircholmu (27. září 1605 gregoriánského kalendáře) byla jedním z významných střetnutí Polsko-švédské války let 1600–1611. Bitva byla rozhodnuta během 20 minut zdrcujícím útokem polské jízdy, takzvaných Polských husarů. Ti zajistili polsko-litevským silám rozhodné vítězství. Bitva je vzpomínaná jako jeden z největších triumfů polsko-litevské jízdy.

## Situace před bitvou
V srpnu 1605 se u Rigy vylodil se svými vojsky švédský král Karel IX., který si dělal nároky na část Pobaltí. Začátkem září vyrazil na jih proti vojskům velkého hejtmana litevského Karla Chodkiewicze.
Obě vojska se střetla 27. září 1605. Bojiště tvořila rovná pláň na jedné straně ohraničená řekou Daugava, na jejímž břehu ležela vesnička Kircholm. Obě vojska rozděloval menší potok.
V prvním švédském sledu pod velením Lenartssona stálo 3900 pěšáků s 11 děly. Za jejich pravým křídlem stálo 1000 jezdců pod velením Manswelda, Na levém křídle pak 1200 Brandtových jezdců. Druhý sled tvořilo 6 praporů pěchoty (včetně pěší gardy), dohromady asi 3000 pěšáků a 8 děl. Velel jim kníže Lunebirsky. U třetího sledu byl samotný Karel IX., u sebe měl 1600 elitních jezdců.
Naproti nim za potokem stálo Chodkiewiczovo vojsko. Ve středu stálo 300 okřídlených husarů Wincenta Wojny a 1000 pěšáků se 7 děly. Vpravo stálo 700 husarů a 400 kozáků Piotra Sapiechy. Vlevo 900 husarů a 100 lehkých jezdců Tomasze Dabrowa. Za nimi v druhém sledu stálo 300 rejtarů kurlandského knížete Frederyka. Úplně vzadu stanul rotmistr Teodor Lacki s 200 husary a lehkou jízdou z šlechtické hotovosti. Úplně napravo a vzadu stála ozbrojená čeleď.

## Bitva
Chodkiewicz se snažil vyprovokovat Švédy k útoku, což se mu částečně povedlo. 3840 Lenartssonových pěšáků přešlo potok a začalo se přibližovat k Polákům. Švédy uvítala palba děl a litevské pěchoty a po chvíli útok 300 Wojnových husarů. Ti prolomili švédské línie a začali masakrovat švédské pěšáky, k útoku se po chvíli přidalo i 200 kurlandských rejtarů.
Na levém křídle udeřilo 1000 Dabrowského jezdců na Mansweldovu jízdu a zahnalo ji na útěk. Poté vpadli do boků a do týlu švédské pěchoty. Totéž se opakovalo na levém křídle, kde 1200 Sapiechovýh jezdců zaůtočilo na stejný počet Brandtových rejtarů, Tam poslal král na pomoc všech svých 1600 jezdců. Poté vyslal Chodkiewicz do útoku 200 Lackého husarů, kteří bitvu prakticky rozhodli. Švédská jízda začala utíkat a odkryla boky své pěchoty, kterou polská jízda zmasakrovala.
Celá bitva trvala maximálně hodinu. Švédové ztratili okolo 6000 mužů včetně Luneburského a Lenartssona. Sám král byl lehce zraněn a Poláci dobyli 60 praporů. Polské ztráty činily asi 100 zabitých a asi dvojnásobný počet raněných.

## Důsledky bitvy
Po porážce u Kircholmu byl král Karel IX. nucen upustit od myšlenky na obléhání Rigy a vrátit se zpět do Švédska. Švédové se tak vzdali svých nároků na části Pobaltí. Polsko-litevská unie, ale nedovedla více svého vítězství využít, žoldnéři neměli vyplácen žold, vojáci nedostávali mzdy a nedostávalo se základních potravin a píce pro koně. Polská armáda tak nepokračovala v dalším tažení.
V roce 1611 bylo podepsáno příměří mezi Polsko-litevskou unií a Švédskem.